# Грязьовий вулкан

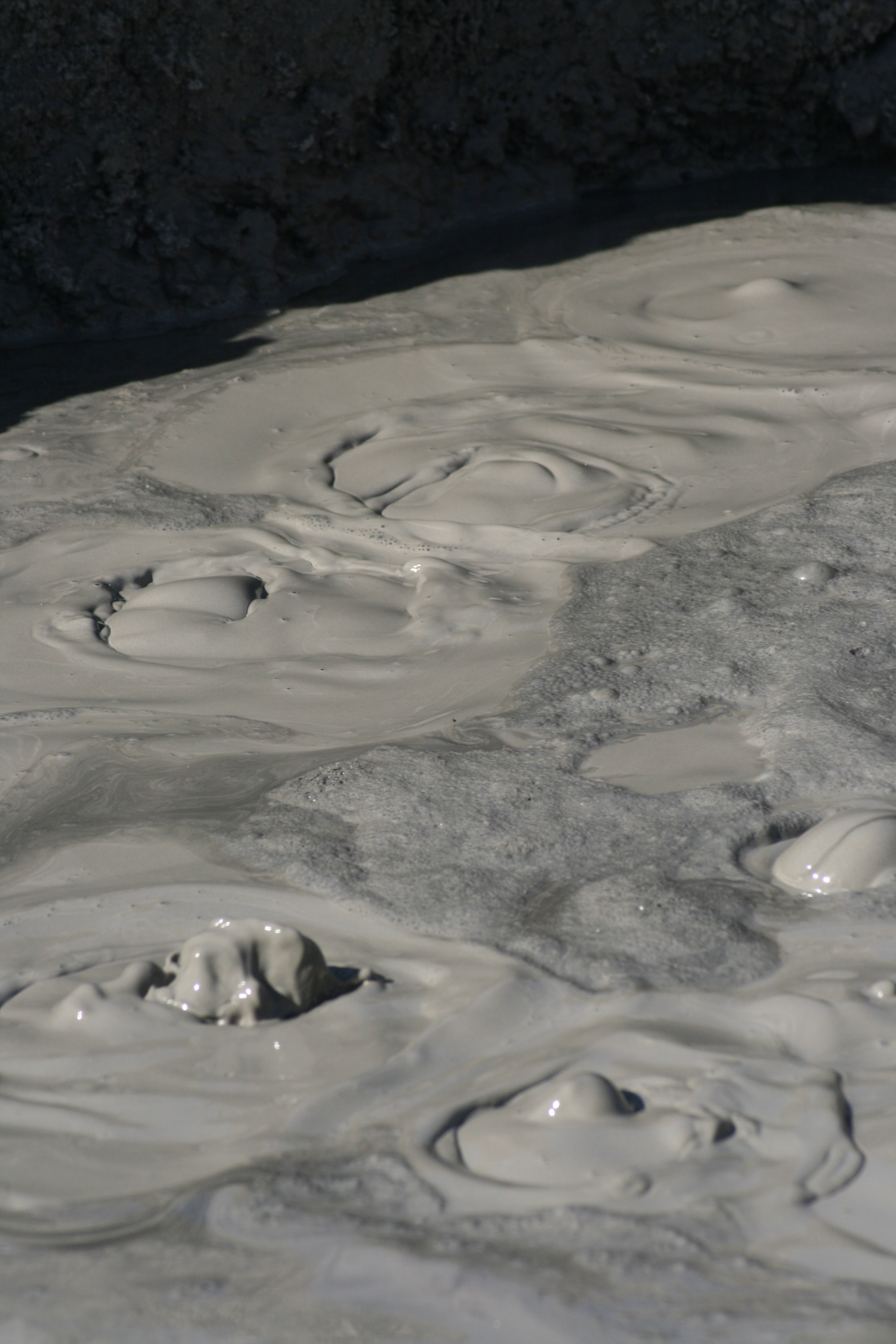
Грязьовий вулкан

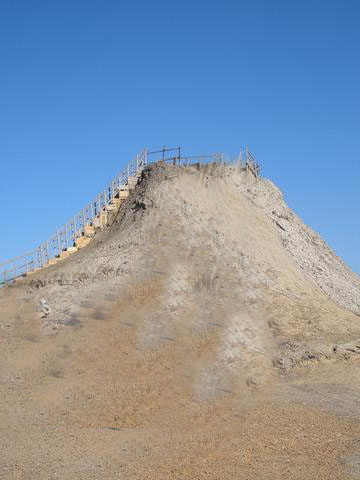
Грязьовий вулкан Тотумо в Колумбії

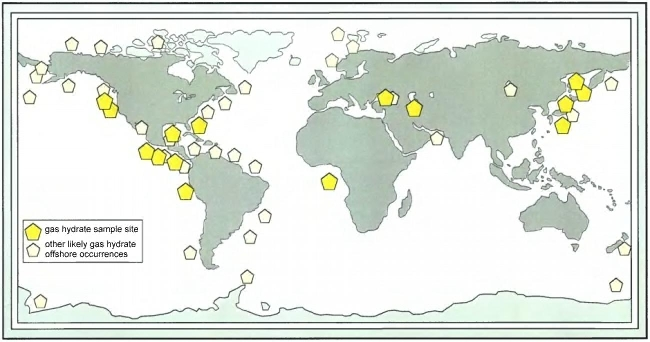
Розташування активних зон грязьових вулканів на земній кулі. За даними USGS, 1996.

Грязьови́й вулкáн (сальза), (рос. грязевой вулкан, сальза, макалуба, англ. mud volcano, air volcano, macaluba, нім. Schlammvulkan m, Salse f) — геологічні утворення над тріщинами в осадових відкладах, що вміщають поклади газу з високим тиском. З ними пов'язане постійне або періодичне виверження грязьових мас, горючих газів тощо.

## Загальна характеристика
Грязьовий вулкан — приклад прояву діяльності підземних вод, виражений надходженням на поверхню рідкої глини, газу, іноді викидами уламків, плівки нафти. Грязьові викиди утворюють невеликий конус; зовні цей процес нагадує вулканічне виверження, звідки і пішла назва структури, що має зазвичай висоту перших метрів. У грязьових водах таких вулканів містяться йод, бром, бор. Вони іноді використовуються в лікувальних цілях. Споруди ці цікаві тим, що вони формуються в місцях, перспективних на нафту і газ; це важливий показник геологічних умов регіону.
Грязьові вулкани переважно приурочені до регіонів, де у розрізі присутні глинисті породи, галечники, відклади підводних зсувів, глини, піски та неконсолідовані осади, тобто породи, що є характерними для молодих, наприклад, теригенних відкладів. На поверхні грязьового вулкана виражені у вигляді грязьових конусів, що мають кратери, через які періодично або безперервно викидається газ. Окремі конуси або групи конусів можуть займати територію у десятки км², а їх висота може сягати 300–400 м, хоча, як правило, вона не перевищує десятків або кількох метрів. Діаметр основи грязьових вулканів — до 5–6 км.
Більшість грязьових вулканів, особливо найбільші з них, утворюються у місцях розвитку антикліналей, тектонічних розривів або діапірових складок. Найчастіше грязьові вулкани виникають над антиклінальними структурами, у верхній частині розрізу яких залягає потужна пачка спресованих глин. У суху погоду глини зневоджуються і розтріскуються. Якщо тріщини досить глибокі, через них починає виділятися газ. У процесі підйому з надр він змішується з глиною і пластовою водою, що призводить до утворення грязі, яка викидається на поверхню. У діяльності грязьового вулкана виділяють дві стадії: експлозивну (короткочасна з досить сильними виверженнями) і грифонну (більш тривала і спокійніша в проміжках між виверженнями). Виверження грязьового вулкана супроводжується потужними викидами газів (головним чином метану та його гомологів), твердих уламків та грязюки, які іноді підіймаються на висоту декілька кілометрів. У грифонну стадію із грязьового вулкана повільно витікає рідкий бруд, іноді густа маса перем'ятої породи — сопкова брекчія. Наявність йоду і брому у водах грязьових вулканів і сірководню в газах надає грязям цілющих властивостей.
Грязьові вулкани є в Азербайджані (понад 200), Туркменістані, на Тамані (Кубань), в Румунії, Італії, Ірані, Бірмі, Венесуелі, Новій Зеландії та ін. Найбільші і найефекніші грязьові вулкани земної кулі відомі в районі Баку на Апшеронському півострові (заввишки до 400 м), у Бірмі (узбережжя Аракан), на острові Тринідад. Зокрема на Апшеронському півострові є грязьові вулкани Тоурагай (висота 300 м) і Кянізадаг (490 м). Конуси з бруду, що утворилися при періодичних викидах газу, зустрічаються також на півночі Ірану, в Мексиці, Румунії, США та інших країнах. 
Відомі два грязьові вулкани в Баренцевому морі, один з яких було відкрито в 2023 році в ході експедиції науково-дослідного судна «Kronprins Haakon» з пілотованим підводним апаратом «ROV Aurora» в південно-західній частині моря на глибині 400 метрів та відстані 70 морських миль на південь від острова Ведмежий. Про відкриття дієвого підводного грязьового вулкана повідомила пресслужба Арктичного університету Норвегії.
На території України грязьові вулкани є на Керченському півострові та прилеглій акваторії Азовського моря. В останні роки грязьові вулкани виявлені на захід та південь Севастополя в акваторії Чорного моря. Серед діючих грязьових вулканів виділяються з постійно спокійним режимом виверження та з активними викидами протягом кількох діб, що супроводжується вибухами та локальними землетрусами. Діючі грязьові вулкани пов'язані із зонами активного Південно-Азовського розлому. Активні вулкани виділяють пари ртуті, вміст якої в атмосферному повітрі під час виверження зростає на 1–2 порядки. Активізація грязьових вулканів у зоні Південно-Азовського розлому сприяє виникненню нових островів та мілин в акваторії Азовського моря та Керченської протоки.
Термін «грязьовий вулкан» через подібність у зовнішніх проявах до справжнього вулкана вперше застосував Куглер (1938).

## Булганацька група грязьових вулканів (Україна)

Булганацька група грязьових вулканів — розташована на Керченському півострові. Продукти виверження вулканів — метан, глиняна брекчія з уламками сидериту та інших порід. Найбільша грязьова сопка Центральне озеро викидає до 100 м³ метану та понад 5000 л грязі за добу. До Булганацької групи грязьових вулканів приурочені поклади бору; брекчії використовують при виготовленні керамзиту, а грязь — у лікувальних цілях.
Крім того, в Україні грязьові вулкани зустрічаються у Прикарпатті (с. Старуня).

## Місцеві назви грязьових вулканів
У ряді країн і місцевостей поширені свої назви грязьових вулканів — в Італії, наприклад — боллітори, на острові Сицилія — макалуби, на Керченському і Таманському півостровах — блюваки і т. д.